# Verwaltungsgemeinschaft Treuen
Die Verwaltungsgemeinschaft Treuen befindet sich im Vogtlandkreis im Freistaat Sachsen.
Ihr gehört neben der Stadt Treuen die Gemeinde Neuensalz an.